# معهد الدراسات الإسلامية والاجتماعية (إندونيسيا)
معهد الدراسات الإسلامية والاجتماعية هي منظمة إندونيسية غير حكومية تأسست في 3 سبتمبر 1993 في يوغياكارتا. يحفز المعهد النقاش الفكري على المستوى الشعبي الإندونيسي.
يعد المعهد ناشر تقدمي للكتب الإسلامية وأيضًا مروج لعدة اهتمامات داخل البلاد مثل الديمقراطية والتعددية واللاعنف. ينشر المعهد نشرة تسمى الاختلاف، وينفذ مشاريع إصلاحية في بروبولينغو الواقعة في شرق جاوة، وفي تاسيكمالايا الواقعة غرب جاوة، بالإضافة لإنتاج برامج تلفزيونية وإذاعية متنوعة. أسبوعيًا يوزع المعهد حوالي 20.000 منشور في المساجد.
على سبيل المثال يعمل المعهد مع جامعة بوسطن ويلاقي ودعم ورعاية من الوكالة الأمريكية للتنمية الدولية ومؤسسة فورد ومؤسسة آسيا وغيرها من المؤسسات والهيئات. في عام 2002 تم تكريم المعهد بجائزة الأمير كلاوس في هولندا.